# Rio Suruí
Rio Suruí är ett vattendrag i Brasilien.   Det ligger i delstaten Rio de Janeiro, i den sydöstra delen av landet, 900 km sydost om huvudstaden Brasília.
Runt Rio Suruí är det mycket tätbefolkat, med 4 842 invånare per kvadratkilometer.